# Illumination Entertainment
Illumination Entertainment je američki filmski studio za računalnu animaciju sa sjedištem u Chris Meledandri, Kalifornija.

## Filmografija
Svi filmovi su sinkronizirani na hrvatskom
- Kako je Gru ukrao mjesec (2010.)
- Hop (2011.)
- Lorax: Zaštitnik šume (2012.)
- Gru na super tajnom zadatku (2013.)
- Malci (2015.)
- Tajni život ljubimaca (2016.)
- Pjevajte s nama (2016.)
- Kako je Gru postao dobar (2017.)
- Grinch (2018.)
- Tajni život ljubimaca 2 (2019.)
- Pjevajte s nama 2 (2021.)
- Malci 2: Kako je Gru postao Gru (2022.)
- Super Mario Bros. Film (2023.)
- Patke selice (2023.)
- Gru i Malci: Neustrašivi špijuni (2024.)

## Vanjske poveznice
- Službena stranica  Arhivirana inačica izvorne stranice od 28. ožujka 2010. (Wayback Machine)